# قتل نفس زکیه
نفس زکیه مانند سفیانی دوتاست یکی در پشت کوفه با ۷۰ تن از یارانش کشته می‌شود.  و دیگری که جزو یکی از ۵ نشانه‌ی حتمی ظهور امام دوازدهم شیعیان است، هنگام دعوت مردم دنیا به مهدی موعود بین رکن و مقام در مسجدالحرام کشته می‌شود. امام شیعیان پس از کشته شدن او خروج یا ظهور می‌کند. 
نفس زکیه از فرزندان پیامبر مسلمانان محمد بن عبدالله است. و عده‌ای نام او را محمد و یا محمد بن حسن  می‌دانند. 
قتل نَفسِ زَکیّه به معنای کشته شدن نفس پاک، یکی از نشانه‌های ظهور مهدی در روایات شیعیان است. در برخی روایات به حتمی بودن آن تصریح شده است.